# منشأة عبد اللطيف واكد
قرية منشأة عبد اللطيف واكد هي إحدى القرى التابعة لمركز كفر صقر في محافظة الشرقية في جمهورية مصر العربية. حسب إحصاءات سنة 2006، بلغ إجمالي السكان في منشأة عبد اللطيف واكد 8905 نسمة، منهم 4360 رجل و4545 امرأة.